# Joaquim de Almeida
Joaquim de Almeida, född 15 mars 1957 i Lissabon, Portugal, är en portugisisk skådespelare. Han räknas som en av de främsta i sitt hemland och har medverkat både på teater och film i Europa, Argentina, Brasilien, Mexiko och USA. de Almeida bor i USA och är amerikansk medborgare sedan 2005.

## Filmografi (i urval)
- 1994 – Only You
- 1994 – Påtaglig fara
- 1995 – Desperado
- 1998 – Zorro – Den maskerade hämnaren
- 2001 – Behind Enemy Lines
- 2011 – Fast & Furious 5
- 2017 – Downsizing
- 2024 – Road House